# Bruno Slawitz
Bruno Slawitz (Noceto, 21 ottobre 1907 – Milano, 30 agosto 1968) è stato un giornalista e musicologo italiano.

## Biografia
Secondo Gianni Brera portò Aldo Campatelli, in origine destinato al Milan, all'Inter, pagando con i suoi soldi il contratto d'acquisto delle sue prestazioni sportive.
Tra le testate a cui collaborò ci sono il Guerin Sportivo di cui fu direttore, la Gazzetta dello Sport, Il Mattino, Sport Sud e Lo Sport del Mezzogiorno. La sua passione per la musica lo portò a raccogliere delle incisioni donate poi alla sua città natia, raccolte poi nel museo ad essa dedicata che ha preso il suo nome.